# Paectes variegata
Paectes variegata är en fjärilsart som beskrevs av Walter Karl Johann Roepke 1932. Paectes variegata ingår i släktet Paectes och familjen nattflyn. Inga underarter finns listade i Catalogue of Life.